# Günther Heidemann
Pour les articles homonymes, voir Heidemann.
Günther Heidemann est un boxeur allemand né le 21 octobre 1932 à Berlin et mort dans la même ville le 15 mars 2010.

## Carrière
Heidemann a participé aux Jeux olympiques de 1952 à Helsinki où il remporta une médaille de bronze dans la catégorie poids welters.

## Référence
1. ↑  Fiche sur olympedia.org
2. ↑  (en) Résultats des Jeux olympiques 1952 (amateur-boxing.strefa.pl)